# Szamoskóród
Szamoskóród falu Romániában, Szatmár megyében.  

## Fekvése
Szatmárnémetitől keletre, a Szamos folyó partján fekszik, Kiskolcstól nyugatra található település. 
A Szamos bal partján terül-el, a falu szerkezete a kezdetektől a folyó kanyarulatát követte, ezt a formáját jelenleg is őrzi. Magyarország első katonai felmérése alkalmával készített térképen és az ezt követőkön is alig változik szerkezetileg és területileg  a település. 

## Története
Szamoskóród nevét a korabeli oklevelek 1344-ben említik először Korog néven, majd később Korogyként. A település ősi birtokosai a Korogi család tagjai voltak.
1389-ben Korogi István a birtokot eladta Daraiaknak 50 gyra-ért.
1419-ben Petneházy Jakab és Miklós kapta meg a birtok egynegyedét.
1480-ban Egry Miklós is kap belőle egy részt.
1520-ban a Bazini Dobaiaké lett, majd 1539-ben Egry Péter  és Dobai Jó Demeter lett birtokosa.
1544-től az évszázad második feléig több birtokos is osztozott rajta: Pettyeni Demeter leányai, Horváth György, Fekete Balogh János a részbirtokosa, majd Egry Kelemen 1583-as török fogságba esésekor birtokát 600 forintért eladta Salgay Bálint-nak, a váltsága végett.
Salgay Bálint leányát Perényi Gábor vette nőül, örökölve vele a birtokot.
1594-ben a Pethő család is kapott benne királyi adományként részt, s ők maradtak birtokosai a
XVII. század végéig.
1717 után Kóród már tekintélyes községnek számított. Ekkor a Csabay és Zoltáncsaládok birtoka volt. A század végén még mellettük birtoka volt itt Péchy, Csabay, Marecz, Végh, Dobsa, Cseh, Rétsey családoknak is.
Az 1800-as  évek közepéig  a Darvay, Botka, Virágh, Nagy, Chemel, Mándy és Katona családok voltak birtokosai.

## Nevezetességek
- Református templom – 1753-ban épült. 1836-ban fatornyot is állítottak hozzá.
- Az első és második világháború Szamoskóródi Áldozatainak Emlékműve

- Szamos mentén 2016-ban kijelölt Natura 2000-es védett terület (ROSCI 0436 Alsó Szamos)

## Természeti látnivalók
A Szamos folyó még őrzi részlegesen a természetes kanyarulatait, a holtágait, homok és kavicspadjait.  
Számos védett halfajnak (pl. a Német bucó, Magyar bucó stb.), emlősfajnak (pl. Eurázsiai hód, Mezei hörcsög, Európai vidra, Vadmacska stb.), madárfajnak, kétéltű, hüllő és rovarfajnak  nyújt otthont.
A falu határában található legelőn még hagyományos legeltetés folyik szarvasmarhákkal. A mezőgazdaság habár gépiesített, de a hagyományos kis-parcellás földművelést folytatják a helyiek.